# Gerlachovský kotol
Gerlachovský kotol ( polsky Gerlachowski Kocioł, Gierlachowski Kocioł,   ) je kotlina, ledovcový kar, jeden z nejlépe zachovaných po ústupu ledové doby ve Vysokých Tatrách. Její rozloha je 0,4 km². Dno kotliny, zavalené skalními balvany, je ve výšce 2010 m n. m. - 2140 m n. m.. Kotlina se nalézá mezi jihozápadním a jihovýchodním ramenem Kotlového štítu, od jihu je uzavřená nepravidelným morénovým valem (2027 m n. m.) spojujícím obě ramena a svažujícím se do Hromadné doliny. Na západní straně je Batizovská dolina a na východní Velická dolina.

## Název
Vyplývá z polohy v masivu Gerlachovského štítu, který leží v někdejším katastru obce Gerlachov.

## První návštěvníci
Kotlinu v dávných dobách navštěvovali pytláci na lovu kamzíků. Horolezci ji objevili, když se pokoušeli vystoupit po jejích okrajích na Gerlachovský štít. V zimě ji první navštívil Mikuláš Sontag v letech 1873 - 1880 